# Bicoxidens matabele
Bicoxidens matabele är en mångfotingart som först beskrevs av Christoph D. Schubart 1966.  Bicoxidens matabele ingår i släktet Bicoxidens och familjen Spirostreptidae. Inga underarter finns listade i Catalogue of Life.